# Naucratis
Naucratis (ou Naukratis, en grec : Ναύκρατις, ville « maîtresse des navires », ou Djékhaper en égyptien) est un port de commerce, un emporion, du delta sur la branche canopique du Nil (la branche occidentale), proche de Saïs, à 72 km au sud-est d'Alexandrie. Cette ancienne colonie commerciale portuaire grecque est identifiée aujourd'hui au site de Kôm Gaef (ou Kom Gieif ou El-Gaïef). Elle sera la principale cité du 4e nome de Basse-Égypte, le nome « inférieur de Neith » ou « la cible du Sud » (nt rsw).

## De l’emporion à la cité
Diodore de Sicile mentionne l'arrivée de mercenaires grecs au VIIe siècle en Égypte en contact avec Psammétique Ier (r. 664-610) de la XXVIe dynastie. Ce sont des guerriers venus par la mer, plutôt que des pirates, ioniens et cariens. Hérodote relate, quant à lui, le sort de ce premier pharaon saïte, Psammétique Ier, renversé et désespéré, cherchant l'avis de l'Oracle de Leto, à Buto , , et qui lui conseille par une formule énigmatique de s'assurer l'aide des « hommes de bronze » qui « viendraient de la mer ». Le texte d'Hérodote prend un caractère « romanesque », il s'inspire de sources littéraires et ne transcrit pas l'histoire de l'« anarchie libyenne ». Inspiré en voyant l'armure de bronze des « pirates » naufragés, il leur offre des récompenses en échange de leur aide dans sa campagne de retour au pouvoir. Après le succès de cette entreprise, il tient parole et accorde aux mercenaires deux parcelles de terrain (les Stratopeda ou camps στρατόπεδα) près de Boubastis, de chaque côté de la branche pélusienne du Nil (une branche orientale, la plus à l'est), « dans une plaine fermée au Nord par la bouche pélusiaque, à l'Est par le lac Menzaleh, à l'Ouest par des lacs d'eau douce, et qui ne s'ouvrait qu'en direction du Sud ».
Avec les souverains ultérieurs les Grecs entretiennent des relations suivies, ce qui confirme leur installation dans le pays et leur importance dans la défense de l'Égypte.
Dans le texte d'Hérodote,  le pharaon Ahmôsis II concède aux Grecs qui venaient exercer temporairement une activité commerciale en Égypte la ville de Naucratis, plus précisément le domaine-du-port. Cela ne constitue pas, pour autant, en droit, une fondation de cité grecque. La question du statut de Naucratis, première implantation grecque pérenne en Égypte, aux époques archaïque et classique est toujours ardemment débattue. Deux thèses principales s’affrontent :
- La cité aurait été fondée au IVe siècle, après avoir été un emporion, un port de commerce[10], [11],[8],[12],[13] ;
- « Tandis qu’une date [de fondation] plus haute est défendue par nombre de chercheurs, moins au fait des réalités égyptiennes »[14],[15],[16],[17].

Selon Bresson, l'emporion aurait rapidement eu des bâtiments publics et des lieux de culte sans pour autant avoir le statut de cité. C'est alors le seul port d'Égypte tourné vers le monde grec, il a un rôle essentiel, un rôle de pivot entre l’Égypte et le monde grec.

## Unemporiongrec
Des céramiques grecques apparaissent sur le site aux premières décennies du VIe siècle. Des Grecs s'y sont plus ou moins installés dès cette époque. Le domaine-du-port est fondé par Amasis, qui donne ainsi un cadre institutionnel à la présence des Grecs. Damien Agut fait apparaitre qu'avec cet acte de fondation, un quasi décret royal, « la fiscalité royale qui frappait leur activité était prévisible à l’inverse des différents marchés non protégés où ils opéraient jusque-là. ». Il favorise ainsi l'installation de tous les Grecs qui commercent en Égypte sur un site qu'il contrôle plus aisément que partout ailleurs pour le prélèvement de l'impôt.

De son côté, Hérodote apporte des précisions sur les mesures prises par Ahmôsis II à l'égard de Naucratis, : 

« Ami des Grecs, Amasis - Ahmôsis II - donna à quelques-uns d’entre eux des marques de sa bienveillance ; notamment, à ceux qui venaient en Égypte, il concéda pour y habiter la ville de Naucratis ; à ceux qui ne voulaient pas habiter là, mais que la navigation y amenait, il concéda des emplacements pour y élever des autels et des sanctuaires à leurs dieux. [...] Autrefois, Naucratis seule était un port ouvert au commerce, et il n’y en avait pas d’autre en Égypte. »

C'est, à partir de cette date, jusqu’à l’avènement des Lagides, le seul port ouvert en Égypte aux commerçants grecs, agissant en tant que lien symbiotique pour l'échange de l'art et la culture entre Grecs et Égyptiens. La ville reçoit un statut particulier de la part de ce pharaon, Ahmôsis II et l’autorisation de construire des temples. Le port était sous le contrôle direct du pharaon qui surveillait de cette manière tous les échanges entre le monde grec et l’Égypte. C’est par Naucratis que les Grecs achetaient du blé à l’Égypte, du papyrus, du lin et qu’ils vendaient de la céramique, du vin, de l’huile et de l’argent. Durant l'époque saïte, c’était le plus vaste port égyptien libre d’accès aux étrangers.
Sous Nectanébo Ier, la ville de Naucratis était assujettie à l’impôt et versait des sommes considérables au trésor pharaonique. Cet argent fut par exemple affecté au temple de Neith à Saïs. Pris par le pharaon Nectanébo Ier à Saïs, en novembre 380, le décret de Saïs permet d'appréhender le statut égyptien de Saïs.
À Naucratis, il y avait un quartier égyptien nettement séparé du quartier grec et les mariages entre Grecs et Égyptiennes étaient interdits, alors qu’ailleurs, les mercenaires grecs avaient le droit de se marier avec des Égyptiennes.

## Époques tardives
Après la fondation d’Alexandrie, l’importance commerciale de Naucratis diminua. Elle reçut à l’aube de l’époque hellénistique le statut de cité grecque.
Cette cité serait aussi le lieu de naissance, au VIe siècle, du potier Amasis, qui fut célèbre à Athènes pour ses œuvres de poterie et de peinture à figures noires, typique de l'art Attique.
Sous le règne de Caracalla, lors des massacres d'Alexandrie, vers 212-216, la ville ne va pas être épargnée, au point que l'on n'entendra plus parler d'elle après ces événements. On ignore l'ampleur de la répression de Caracalla, car les sources manquent, mais les notables de cette ville étaient vraisemblablement plutôt favorables à Geta, le frère de Caracalla, qui partageait le pouvoir avec lui, et qu'il assassina.
Vers 330 à 610, ce qui restait de Naucratis va disparaître à la suite de plusieurs tsunamis importants qui vont pénétrer en profondeur dans les terres. Lors de la conquête de l’Égypte par les Arabes, vers 640-642, à la fin du règne de l'empereur Héraclius, la cité n’existait déjà plus.
Plutôt qu'une cité, au sens des anciens Grecs, il s'agit de ce qu'ils appelaient un emporion, c'est-à-dire une sorte de comptoir ou de port de commerce.

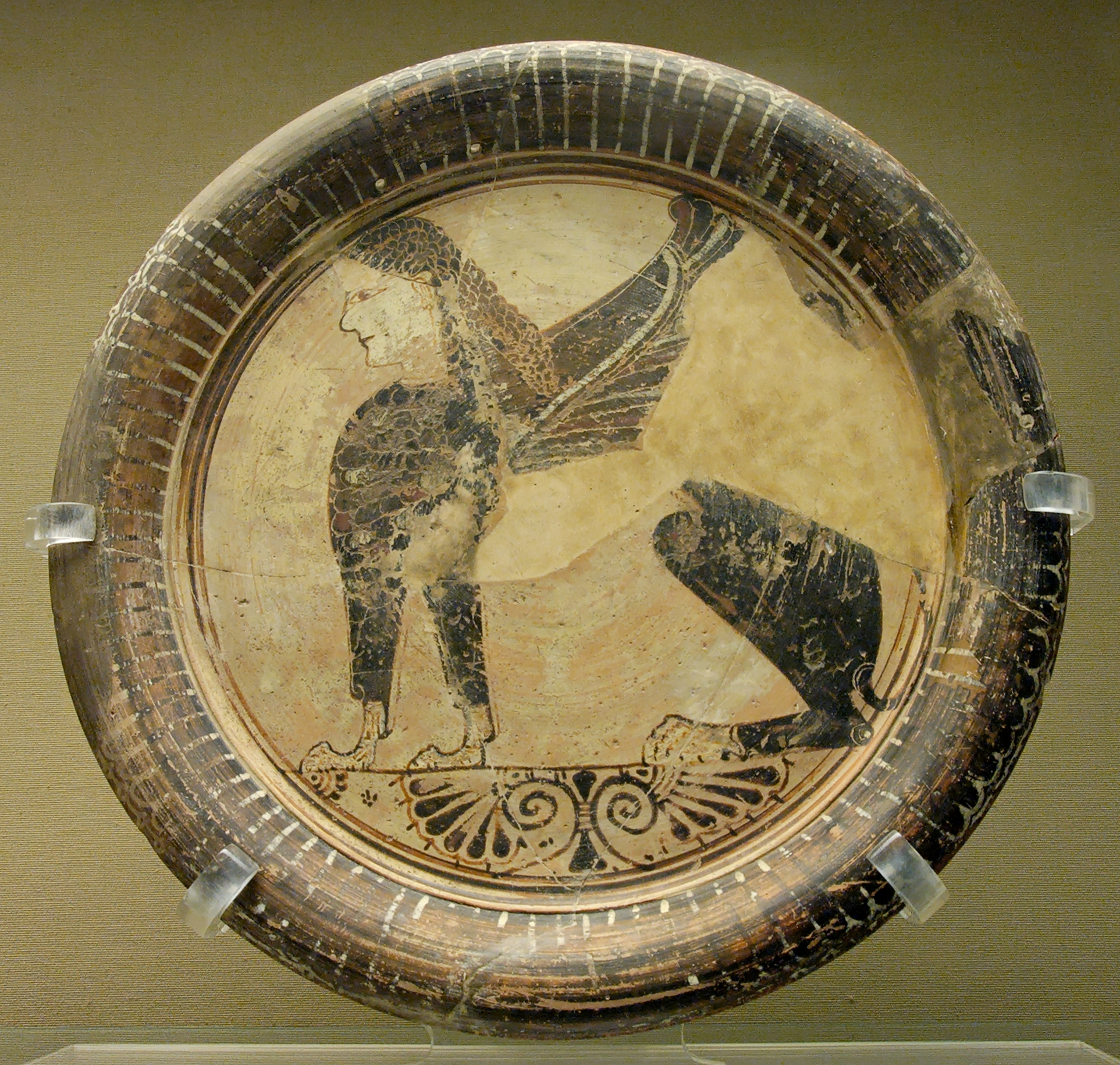
Sphinx. Céramique grecque archaïque, fin de l'époque orientalisante, VIe siècle. Découverte à Naucratis, provenant de Grèce de l'Est : Ionie, Carie, Rhodes, Milet...

## Fouilles archéologiques
Commencées dès 1884 par l'égyptologue britannique Flinders Petrie, les fouilles archéologiques se poursuivent et n'ont pas cessé d'intéresser les spécialistes : en décembre 2015, le docteur Ross Thomas, conservateur au British Museum et son équipe, chargé des recherches sur le site, ont découvert, sur l'emplacement de l'antique cité commerciale, outre des milliers d'objets, des restes d'anciens navires grecs, témoignant de l'importance de Naucratis pour le réseau commercial de l'époque. Les fouilles semblent aussi indiquer la puissance des tsunamis et tremblements de terre dévastateurs qui détruisirent la cité : des blocs se retrouvent éloignés d'une structure à laquelle ils étaient identifiés, des coquillages sont retrouvés, ainsi qu'énormément de pierres ponces, d'origine volcanique.